# Manston (Kent)
Manston es una parroquia civil y un pueblo del distrito de Thanet, en el condado de Kent (Inglaterra).

## Geografía
Según la Oficina Nacional de Estadística británica, Manston tiene una superficie de 3,33 km².

## Demografía
Según el censo de 2001, Manston tenía 410 habitantes (51,22% varones, 48,78% mujeres) y una densidad de población de 123,12 hab/km². El 16,1% eran menores de 16 años, el 76,1% tenían entre 16 y 74 y el 7,8% eran mayores de 74. La media de edad era de 41,44 años. Del total de habitantes con 16 o más años, el 23,84% estaban solteros, el 63,08% casados y el 13,08% divorciados o viudos.
El 95,15% de los habitantes eran originarios del Reino Unido. El resto de países europeos englobaban al 2,67% de la población, mientras que el 2,18% había nacido en cualquier otro lugar. Según su grupo étnico, el 99,02% eran blancos, y el 0,98% asiáticos. El cristianismo era profesado por el 71,39%, el islam por el 0,98% y cualquier otra religión, salvo el budismo, el hinduismo, el judaísmo y el sijismo, por el 0,73%. El 13,45% no eran religiosos y el 13,45% no marcaron ninguna opción en el censo.
216 habitantes eran económicamente activos, 208 de ellos (96,3%) empleados y 8 (3,7%) desempleados. Había 171 hogares con residentes y 8 vacíos.